# Estero Curipeumo
Estero Curipeumo är ett vattendrag i Chile.   Det ligger i regionen Región del Maule, i den södra delen av landet, 300 km söder om huvudstaden Santiago de Chile.
Trakten runt Estero Curipeumo består till största delen av jordbruksmark. Runt Estero Curipeumo är det ganska glesbefolkat, med 24 invånare per kvadratkilometer.